# Гевхерхан-султан (дочь Ахмеда I)
Гевхерха́н-султа́н (тур. Gevherhan Sultan), также известна как Гевхе́р-султа́н (тур. Gevher Sultan) и Гюверха́н-султа́н (тур. Güverhan Sultan; 1608, Стамбул — 1660 там же) — третья дочь османского султана Ахмеда Ι и, предположительно, Кёсем Султан.

## Биография
Гевхерхан-султан родилась в 1608 году в Стамбуле, во дворце Топкапы. 13 июня 1612 года Гевхерхан вышла замуж за великого визиря Окюз Мехмеда-пашу, который умер в 1620 году.
В 1623 году Гевхерхан по просьбе Кёсем-султан вышла замуж за адмирала Топал Реджепа-пашу, от которого в августе 1630 года родила дочь Сафие. Реджеп-паша был казнён 18 мая 1632 года.
В 1643 году Гевхерхан вышла замуж за великого визиря Сиявуша-пашу, который умер 25 апреля 1656 года. Больше Гевхерхан замуж не выходила. Она умерла в 1660 году и была похоронена в тюрбе отца в мечети Султанахмет в Стамбуле.
Эвлия Челеби утверждает, что женой Сиявуша-паши была не Гевхерхан, а дочь Гевхерхан и Реджеба-паши по имени Халиме-султан.

## В культуре
- В сериале «Великолепный век: Кёсем Султан» роль взрослой Гевхерхан исполняла Аслы Тандоган.